# Manfred Kaltz
Manfred Kaltz (Ludwigshafen am Rhein, 6 januari 1953) is een Duitse ex-profvoetballer. Hij was een rechtsback die vaak offensief mee opkwam. Hij wordt gezien als de uitvinder van de zogenaamde "bananenflanke": een bal wordt met effect geraakt, dit levert een kromme bal op die als het ware in een boogje om de tegenstander heen de medespeler bereikt. Banaan wil zeggen dat de bal wegdraait van het doel richting de spelers op het veld.

## Clubcarrière

### Jeugd
Zoals veel voetballers van zijn generatie, leerde Kaltz het spel op straat. Pas op relatief late leeftijd (11 jaar) begon hij bij een voetbalvereniging te spelen, het plaatselijke VfL Neuhofen kwam nog een man tekort in zijn leeftijdsklasse. Tot en met de A-jeugd bleef hij hier spelen totdat hij door Gerhard Heid naar TuS Altrip werd gehaald. Op dat moment doorliep hij ook alle Duitse DFB-jeugdelftallen. In 1970 vertrok hij samen met zijn jeugdtrainer Heid naar Hamburger SV. Ook hier speelde hij nog één jaar in de A-jeugd voordat hij werd opgenomen in het eerste elftal.

### Hamburger SV

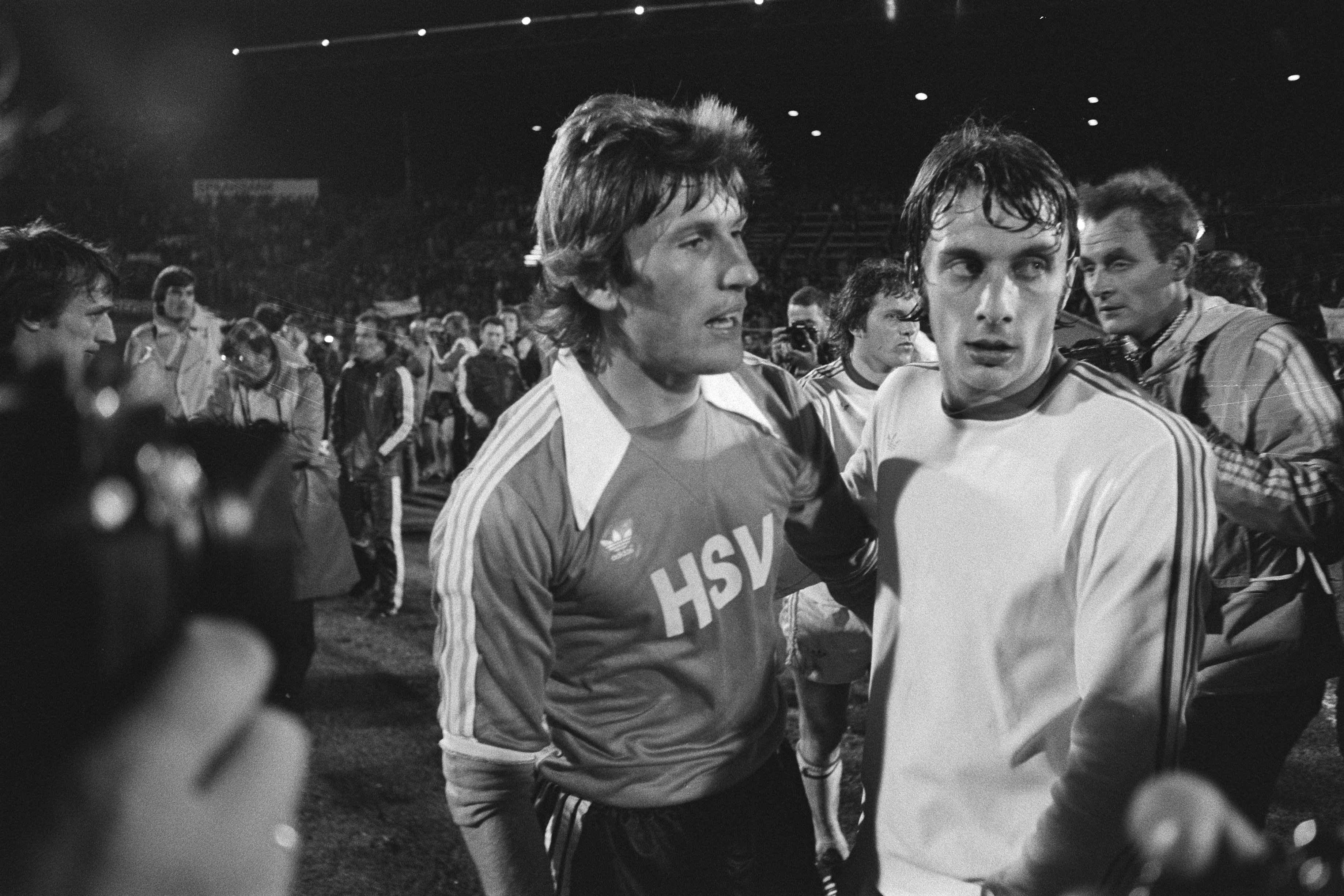
Kaltz (links) en Gilbert Van Binst na de gewonnen Europacup II-finale van 1977.

In de Duitse Bundesliga speelde Kaltz tussen 20 augustus 1971 en 7 juni 1989 in totaal 568 wedstrijden voor Hamburger SV. Enkel Karl-Heinz Körbel speelde meer wedstrijden in de Bundesliga. Toen het bestuur van HSV hem hierna geen langdurig contract meer wilde aanbieden, vertrok de rechtsback na achttien seizoenen naar Frankrijk. Hier speelde hij slechts één seizoen voor Girondins de Bordeaux en FC Mulhouse die beide uitkwamen in de Ligue 1. In september 1990 werd hij vervolgens weer terug gehaald naar Hamburger SV door een inmiddels nieuw bestuur, zo kreeg hij de kans om zijn loopbaan af te sluiten bij de club waar hij bijna zijn hele leven had gespeeld. In zijn laatste seizoen speelde hij nog maar dertien wedstrijden, toch maakte hij deel uit van een sensationeel elftal met onder andere Thomas Doll. Kort na de winterstop stond het op de nominatielijst om te degraderen, uiteindelijk werd het team toch nog vijfde en dwong het daarmee UEFA Cup-voetbal af.

### Prijzen
'Mani' Kaltz wordt gezien als de meest succesvolle voetballer in de historie van Hamburger SV. In 1976 en 1987 won hij de DFB-Pokal, in 1977 de Europacup II en in 1979, 1982 en 1983 het Duitse landskampioenschap. Zijn grootste succes zal echter het winnen van de Europacup I in 1983 zijn geweest; in de finale werd het Juventus van Michel Platini met 1-0 verslagen.

### Records
Door zijn lange optreden in de Bundesliga heeft Kaltz enkele records op zijn naam staan. In totaal kwam de verdediger tot 581 Bundesliga-wedstrijden, hij heeft daarmee de meeste wedstrijden voor Hamburger SV gespeeld en ook de meeste wedstrijden in de Bundesliga na Karl-Heinz Körbel (602 wedstrijden). Daarnaast heeft hij de meeste doelpunten uit een penalty gescoord, van de 60 schoot hij er 53 in. Hij wordt daarom gezien als een van de grootste penalty-specialisten. Een minder positief record is het feit dat hij ook de meeste eigen doelpunten in de Bundesliga heeft gemaakt, zes in totaal.

## Interlandloopbaan
In 1972 maakte Kaltz, net als Uli Hoeneß en Ottmar Hitzfeld, deel uit van het West-Duits amateurelftal dat in 1972 mocht deelnemen aan de Olympische Spelen in München.
In het Duitse elftal was Kaltz actief van 1975 tot 1983. Hij speelde in deze periode 69 interlands en maakte daarin acht doelpunten. In 1978 deed hij mee aan het WK voetbal in Argentinië, hier werd een poging ondernomen om Kaltz als libero te laten fungeren voor de inmiddels vertrokken Franz Beckenbauer. Dit was geen groot succes, Duitsland werd in de tweede ronde uitgeschakeld door Nederland.
Het EK voetbal 1980 in Italië was een veel groter succes, dit werd namelijk door de Duitsers gewonnen. In de finale werd België met 2-1 verslagen. Ook twee jaar later was Kaltz met Die Mannschaft redelijk succesvol. Op het WK voetbal in Spanje werd opnieuw de finale bereikt, dit keer was Italië echter met 3-1 te sterk.
| Interlands van Manfred Kaltz voor West-Duitsland | Interlands van Manfred Kaltz voor West-Duitsland | Interlands van Manfred Kaltz voor West-Duitsland | Interlands van Manfred Kaltz voor West-Duitsland | Interlands van Manfred Kaltz voor West-Duitsland | Interlands van Manfred Kaltz voor West-Duitsland |
| №                                                | Datum                                            | Wedstrijd                                        | Uitslag                                          | Competitie                                       | Goals                                            |
| ------------------------------------------------ | ------------------------------------------------ | ------------------------------------------------ | ------------------------------------------------ | ------------------------------------------------ | ------------------------------------------------ |
| 1                                                | 03 sep 1975                                      | Oostenrijk – West-Duitsland                      | 0–2                                              | Vriendschappelijk                                |                                                  |
| 2                                                | 11 oct 1975                                      | West-Duitsland – Griekenland                     | 1–1                                              | EK-kwalificatie                                  |                                                  |
| 3                                                | 17 nov 1976                                      | West-Duitsland – Tsjecho-Slowakije               | 2–0                                              | Vriendschappelijk                                |                                                  |
| 4                                                | 27 apr 1977                                      | West-Duitsland – Noord-Ierland                   | 5–0                                              | Vriendschappelijk                                |                                                  |
| 5                                                | 30 apr 1977                                      | Joegoslavië – West-Duitsland                     | 1–2                                              | Vriendschappelijk                                |                                                  |
| 6                                                | 05 jun 1977                                      | Argentinië – West-Duitsland                      | 1–3                                              | Vriendschappelijk                                |                                                  |
| 7                                                | 08 jun 1977                                      | Uruguay – West-Duitsland                         | 0–2                                              | Vriendschappelijk                                |                                                  |
| 8                                                | 12 jun 1977                                      | Brazilië – West-Duitsland                        | 1–1                                              | Vriendschappelijk                                |                                                  |
| 9                                                | 14 jun 1977                                      | Mexico – West-Duitsland                          | 2–2                                              | Vriendschappelijk                                |                                                  |
| 10                                               | 07 sep 1977                                      | Finland – West-Duitsland                         | 0–1                                              | Vriendschappelijk                                |                                                  |
| 11                                               | 08 oct 1977                                      | West-Duitsland – Italië                          | 2–1                                              | Vriendschappelijk                                | 32'                                              |
| 12                                               | 16 nov 1977                                      | West-Duitsland – Zwitserland                     | 4–1                                              | Vriendschappelijk                                |                                                  |
| 13                                               | 08 mar 1978                                      | West-Duitsland – Sovjet-Unie                     | 1–0                                              | Vriendschappelijk                                |                                                  |
| 14                                               | 05 apr 1978                                      | West-Duitsland – Brazilië                        | 0–1                                              | Vriendschappelijk                                |                                                  |
| 15                                               | 19 apr 1978                                      | Zweden – West-Duitsland                          | 3–1                                              | Vriendschappelijk                                |                                                  |
| 16                                               | 01 jun 1978                                      | West-Duitsland – Polen                           | 0–0                                              | WK-eindronde                                     |                                                  |
| 17                                               | 06 jun 1978                                      | Mexico – West-Duitsland                          | 0–6                                              | WK-eindronde                                     |                                                  |
| 18                                               | 10 jun 1978                                      | West-Duitsland – Tunesië                         | 0–0                                              | WK-eindronde                                     |                                                  |
| 19                                               | 14 jun 1978                                      | West-Duitsland – Italië                          | 0–0                                              | WK-eindronde                                     |                                                  |
| 20                                               | 18 jun 1978                                      | West-Duitsland – Nederland                       | 2–2                                              | WK-eindronde                                     |                                                  |
| 21                                               | 21 jun 1978                                      | Oostenrijk – West-Duitsland                      | 3–2                                              | WK-eindronde                                     |                                                  |
| 22                                               | 11 oct 1978                                      | Tsjecho-Slowakije – West-Duitsland               | 3–4                                              | Vriendschappelijk                                |                                                  |
| 23                                               | 15 nov 1978                                      | West-Duitsland – Hongarije                       | 0–0                                              | Vriendschappelijk                                |                                                  |
| 24                                               | 20 dec 1978                                      | West-Duitsland – Nederland                       | 3–1                                              | Vriendschappelijk                                |                                                  |
| 25                                               | 25 feb 1979                                      | Malta – West-Duitsland                           | 0–0                                              | EK-kwalificatie                                  |                                                  |
| 26                                               | 01 apr 1979                                      | Turkije – West-Duitsland                         | 0–0                                              | EK-kwalificatie                                  |                                                  |
| 27                                               | 02 may 1979                                      | Wales – West-Duitsland                           | 0–2                                              | EK-kwalificatie                                  |                                                  |
| 28                                               | 22 may 1979                                      | Ierland – West-Duitsland                         | 1–3                                              | Vriendschappelijk                                |                                                  |
| 29                                               | 26 may 1979                                      | IJsland – West-Duitsland                         | 1–3                                              | Vriendschappelijk                                |                                                  |
| 30                                               | 12 sep 1979                                      | West-Duitsland – Argentinië                      | 2–1                                              | Vriendschappelijk                                |                                                  |
| 31                                               | 17 oct 1979                                      | West-Duitsland – Wales                           | 5–1                                              | EK-kwalificatie                                  | 33'                                              |
| 32                                               | 21 nov 1979                                      | Sovjet-Unie – West-Duitsland                     | 1–3                                              | Vriendschappelijk                                |                                                  |
| 33                                               | 22 dec 1979                                      | West-Duitsland – Turkije                         | 2–0                                              | EK-kwalificatie                                  |                                                  |
| 34                                               | 27 feb 1980                                      | West-Duitsland – Malta                           | 8–0                                              | EK-kwalificatie                                  |                                                  |
| 35                                               | 02 apr 1980                                      | West-Duitsland – Oostenrijk                      | 1–0                                              | Vriendschappelijk                                |                                                  |
| 36                                               | 13 may 1980                                      | West-Duitsland – Polen                           | 3–1                                              | Vriendschappelijk                                |                                                  |
| 37                                               | 11 jun 1980                                      | Tsjecho-Slowakije – West-Duitsland               | 0–1                                              | EK-eindronde                                     |                                                  |
| 38                                               | 14 jun 1980                                      | West-Duitsland – Nederland                       | 3–2                                              | EK-eindronde                                     |                                                  |
| 39                                               | 17 jun 1980                                      | West-Duitsland – Griekenland                     | 0–0                                              | EK-eindronde                                     |                                                  |
| 40                                               | 21 jun 1980                                      | België – West-Duitsland                          | 1–2                                              | EK-eindronde                                     |                                                  |
| 41                                               | 10 sep 1980                                      | Zwitserland – West-Duitsland                     | 2–3                                              | Vriendschappelijk                                |                                                  |
| 42                                               | 11 oct 1980                                      | Nederland – West-Duitsland                       | 1–1                                              | Vriendschappelijk                                |                                                  |
| 43                                               | 19 nov 1980                                      | West-Duitsland – Frankrijk                       | 4–1                                              | Vriendschappelijk                                | 6' (pen.)                                        |
| 44                                               | 03 dec 1980                                      | Bulgarije – West-Duitsland                       | 1–3                                              | WK-kwalificatie                                  | 14' 36' (pen.)                                   |
| 45                                               | 01 jan 1981                                      | Argentinië – West-Duitsland                      | 2–1                                              | Mundialito                                       |                                                  |
| 46                                               | 07 jan 1981                                      | West-Duitsland – Brazilië                        | 1–4                                              | Mundialito                                       |                                                  |
| 47                                               | 01 apr 1981                                      | Albanië – West-Duitsland                         | 0–2                                              | WK-kwalificatie                                  |                                                  |
| 48                                               | 29 apr 1981                                      | West-Duitsland – Oostenrijk                      | 2–0                                              | WK-kwalificatie                                  |                                                  |
| 49                                               | 19 may 1981                                      | West-Duitsland – Brazilië                        | 1–2                                              | Vriendschappelijk                                |                                                  |
| 50                                               | 24 may 1981                                      | Finland – West-Duitsland                         | 0–4                                              | WK-kwalificatie                                  | 40'                                              |
| 51                                               | 02 sep 1981                                      | Polen – West-Duitsland                           | 0–2                                              | Vriendschappelijk                                |                                                  |
| 52                                               | 23 sep 1981                                      | West-Duitsland – Finland                         | 7–1                                              | WK-kwalificatie                                  |                                                  |
| 53                                               | 14 oct 1981                                      | Oostenrijk – West-Duitsland                      | 1–3                                              | WK-kwalificatie                                  |                                                  |
| 54                                               | 18 nov 1981                                      | West-Duitsland – Albanië                         | 8–0                                              | WK-kwalificatie                                  | 36'                                              |
| 55                                               | 22 nov 1981                                      | West-Duitsland – Bulgarije                       | 4–0                                              | WK-kwalificatie                                  | 62' (pen.)                                       |
| 56                                               | 17 feb 1982                                      | West-Duitsland – Portugal                        | 3–1                                              | Vriendschappelijk                                |                                                  |
| 57                                               | 21 mar 1982                                      | Brazilië – West-Duitsland                        | 1–0                                              | Vriendschappelijk                                |                                                  |
| 58                                               | 24 mar 1982                                      | Argentinië – West-Duitsland                      | 1–1                                              | Vriendschappelijk                                |                                                  |
| 59                                               | 14 apr 1982                                      | West-Duitsland – Tsjecho-Slowakije               | 2–1                                              | Vriendschappelijk                                |                                                  |
| 60                                               | 16 jun 1982                                      | Algerije – West-Duitsland                        | 2–1                                              | WK-eindronde                                     |                                                  |
| 61                                               | 20 jun 1982                                      | Chili – West-Duitsland                           | 1–4                                              | WK-eindronde                                     |                                                  |
| 62                                               | 25 jun 1982                                      | Oostenrijk – West-Duitsland                      | 0–1                                              | WK-eindronde                                     |                                                  |
| 63                                               | 29 jun 1982                                      | Engeland – West-Duitsland                        | 0–0                                              | WK-eindronde                                     |                                                  |
| 64                                               | 02 jul 1982                                      | Spanje – West-Duitsland                          | 1–2                                              | WK-eindronde                                     |                                                  |
| 65                                               | 08 jul 1982                                      | West-Duitsland – Frankrijk                       | 3–3                                              | WK-eindronde                                     |                                                  |
| 66                                               | 11 jul 1982                                      | Italië – West-Duitsland                          | 3–1                                              | WK-eindronde                                     |                                                  |
| 67                                               | 13 oct 1982                                      | Engeland – West-Duitsland                        | 1–2                                              | Vriendschappelijk                                |                                                  |
| 68                                               | 17 nov 1982                                      | Noord-Ierland – West-Duitsland                   | 1–0                                              | EK-kwalificatie                                  |                                                  |
| 69                                               | 23 feb 1983                                      | Portugal – West-Duitsland                        | 1–0                                              | Vriendschappelijk                                |                                                  |

## Nevencarrière
Na zijn actieve voetbalcarrière is Kaltz aan de slag gegaan als assistent-trainer bij verschillende voetbalclubs, zo was hij in het seizoen 2000/2001 werkzaam bij Eintracht Frankfurt onder coach Felix Magath. Sinds 2002 heeft hij echter zijn eigen voetbalschool in Hamburg. Daarnaast zit hij in het bestuur van Stichting Jeugdvoetbal dat hij in 2000 heeft opgericht met enkele bekende voetballers en docenten van voetbalscholen.

## Bananenflanke
Kaltz werd beroemd door zijn voorzetten vanaf de rechterkant. Hij raakte de bal met zoveel effect dat de baan hiervan de vorm van een banaan aannam. Door de speciale baan die de roterende bal aflegt, zorgt de speler voor een verrassingseffect bij de tegenstander. De speciale voorzet werd de "Bananenflanke" ("bananenvoorzet") genoemd. Hij paste deze techniek vaak toe bij spits Horst Hrubesch, deze kon de bal dan relatief eenvoudig in de goal van de tegenstander koppen. Door het succes van de bananenflanke werd Kaltz ook wel Mister Bananenflanke genoemd. Het waren vooral de opkomende rechtsbacks die gebruik maakten van deze techniek, voorbeelden hiervan zijn Eric Gerets en Ben Wijnstekers.

## Erelijst
Hamburger SV
- Bundesliga: 1978/79, 1981/82, 1982/83
- DFB-Pokal: 1975/76, 1986/87
- DFB-Ligapokal: 1972/73
- Europacup I: 1982/83
- Europacup II: 1976/77

 West-Duitsland
- Europees kampioenschap voetbal: 1980
- Europees kampioenschap voetbal: tweede in 1976
- Wereldkampioenschap voetbal: tweede in 1982